# 館ブランシェ
洋菓子の館（ようがしのやかた、英: YOUGASHINOYAKATA）は、北海道小樽市にある洋菓子店。

## 概要
2013年（平成25年）、経営不振により倒産した株式会社館が運営していた「洋菓子の館」であったが、小樽運河株式会社のオーナーがかつての職人に働きかけ、同年に「館ブランシェ」として再オープンした。2024年3月に株式会社館に営業権が移行し店舗名称を洋菓子の館に再変更。

## 沿革
「洋菓子の館」は、喫茶店も少なく菓子と言えば和菓子が中心であった昭和のはじめから洋菓子を取扱い、北海道内では生クリームを使ったケーキを製造した先駆者であったため、文化人も多く訪れるなど小樽の顔として長年支持されてきた。
洋菓子の館
- 1936年（昭和11年）：喫茶店「ダリア」[3]として創業。
- 1940年（昭和15年）：現在地に移転[3]。
- 1967年（昭和42年）：洋菓子店としてスタート。
- 2013年（平成25年）：経営不振により全店舗の営業を休止し、株式会社館が自己破産により経営破綻。
- 2024年（令和5年）  ：経営権を小樽運河株式会社より株式会社館へ移行し、洋菓子の館として再々オープン。

館ブランシェ
- 2013年（平成25年）12月21日：小樽運河株式会社(オーナー：半澤)により、「館ブランシェ」として再オープン[4][5]。2024年3月15日に株式会社館（代表取締役：増田）により洋菓子の館に変更。

## 所在地
- 小樽市花園1丁目3-2

## かつて「洋菓子の館」として営業していた店舗
小樽エリア
- 小樽本店 - 小樽市花園1丁目3-2（喫茶コーナー併設）
- 小樽駅前店 - 小樽市稲穂2丁目9-12
- 小樽シーブ店 - 小樽市築港11-1 ウイングベイ小樽1番街1F
- コープさっぽろ小樽南店 - 小樽市入船1丁目7-7 コープさっぽろ小樽南店
- コープさっぽろ余市店 - 余市郡余市町黒川10丁目3-32 コープさっぽろ余市店

札幌エリア
- 札幌宮の森店 - 札幌市中央区北5条西25丁目1-11（喫茶コーナー併設）
- アリオ札幌店 - 札幌市東区北7条東9丁目2-20 アリオ札幌1F
- ホクレンショップ店 - 札幌市東区北49条東15丁目723-1 ホクレンショップ49条店
- 東光ストア大谷地店 - 札幌市厚別区大谷地東3丁目3-20 東光ストア大谷地店
- 東光ストア平岡店 - 札幌市清田区平岡7条2丁目2-1 東光ストア平岡店1F

函館エリア
- 函館店 - 函館市本通1丁目5-5（喫茶コーナー併設）
- アークス店 - 函館市港町1丁目2-1 スーパーアークス港町店（ポールスターショッピングセンター）